# Sega Racing Studio
Sega Racing Studio était un studio de développement de jeu vidéo, ainsi qu'une filiale de Sega. Il a été responsable de Sega Rally et de Sega Rally 3. Il a rassemblé des développeurs de Rockstar Games, Rare, Codemasters et Criterion Games. Le studio était dirigé par Guy Wilday, ancien producteur de la série Colin McRae Rally. Le studio est fermé, puis racheté en 2008 par Codemasters,.

## Histoire
Le studio est créé pour développer des jeux de course et a pour ambition de pouvoir développer plusieurs jeux en même temps. Guy Wilday le décrit comme étant très indépendant vis-à-vis de Sega. En 18 mois, il passe de 6 à 60 employés.
Sega annonce la fermeture du studio le 8 avril 2008 sans en spécifier les raisons. Le 25 avril 2008, Codemasters annonce le rachat du studio. Rod Cousens, alors chef exécutif chez Codemasters commente:
"En saisissant cette opportunité, nous nous procurons des ressources additionnelles pour accélérer nos ambitions sur le secteur des jeux de courses automobiles. Nous espérons accueillir plus de 40 personnes dans notre structure et nous avons apprécié l'entière collaboration de nos amis de SEGA dans la réalisation de ce projet. C'est une très bonne chose pour Codemasters, qui offre de belles perspectives d'avenir. Nous n'en resterons pas là, nous avons encore bien d'autres choses à annoncer."

## Jeux développés
- Sega Rally
- Sega Rally 3